# Women's Political Council
Il Women's Political Council (WPC, Consiglio politico delle donne), fondato a Montgomery, in Alabama, fu un'organizzazione facente parte del Movimento per i diritti civili degli afroamericani. I membri più importanti furono Mary Fair Burks, Jo Ann Robinson, Irene West, Thelma Glass e Uretta Adair. Il WPC fu il primo gruppo ad organizzare il boicottaggio dei bus di Montgomery, nel dicembre 1955. Aiutarono a diffondere la notizia del boicottaggio, lo sostennero e soprattutto offrendo passaggi a coloro che si rifiutavano di salire sui us per la protesta. Il boicottaggio durò oltre un anno, quando nel 1956 la Corte Suprema degli Stati Uniti emanò una sentenza contro la segregazione sugli autobus a fronte del caso Browder v. Gayle.